# クールシュヴェル
座標: 北緯45度24分54秒 東経6度38分02秒 / 北緯45.41500度 東経6.63389度

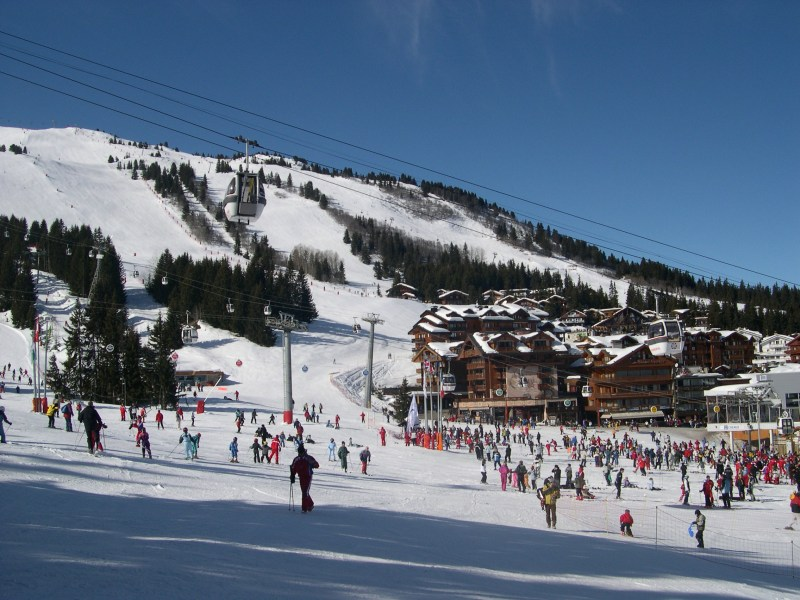
クールシュベル1850のスキー場

クールシュヴェル（Courchevel）は、フランス南東部にあるサヴォワ県のアルプス山中に開かれた、リゾート地区である。スキーをはじめとするウィンタースポーツが盛んな高級リゾートとして知られている。

## 地理

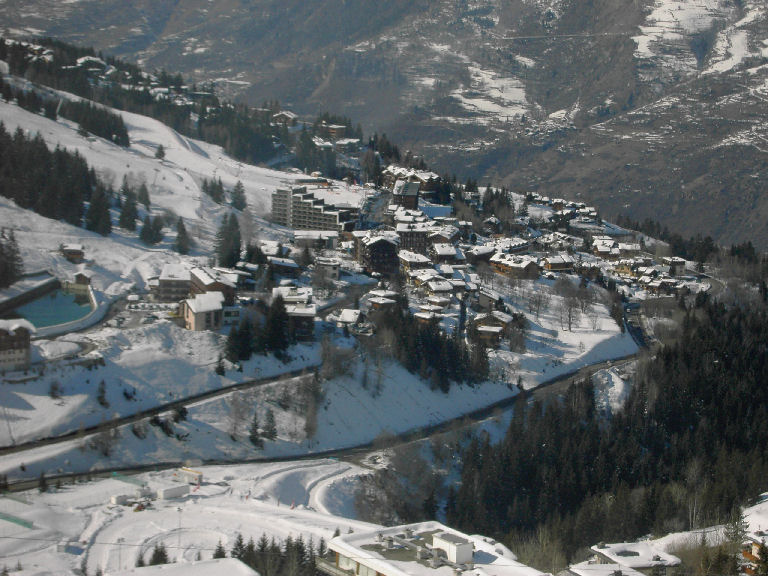
クールシュヴェル1550

スキー場としてのクールシュヴェルは、タランテーズ谷に位置しており、行政上は同名の自治体クールシュヴェルに属する（2017年、合併により同自治体が発足する以前は、サン＝ボン＝タランテーズの一部であった）。周辺のメリベル (Meribel) 、ヴァルトランス (Val Thorens) と合わせ、トロワ・ヴァレー (Les Trois Vallées) と呼ばれる世界最大級の広大なリゾートエリアを形成している。
クールシュヴェルは、いくつかの集落を結び付けた呼称である。すなわち、「クールシュヴェル1300」（本来の名は Le Praz）、「クールシュヴェル1550」、「クールシュヴェル1650」（Moriond）、「クールシュヴェル1850」である。集落につけられた数字は、標高を表している。もっとも、「クールシュヴェル1850」の最高地点は1747mである。このほか、クールシュヴェルの谷には、Latania などの地区が含まれる。

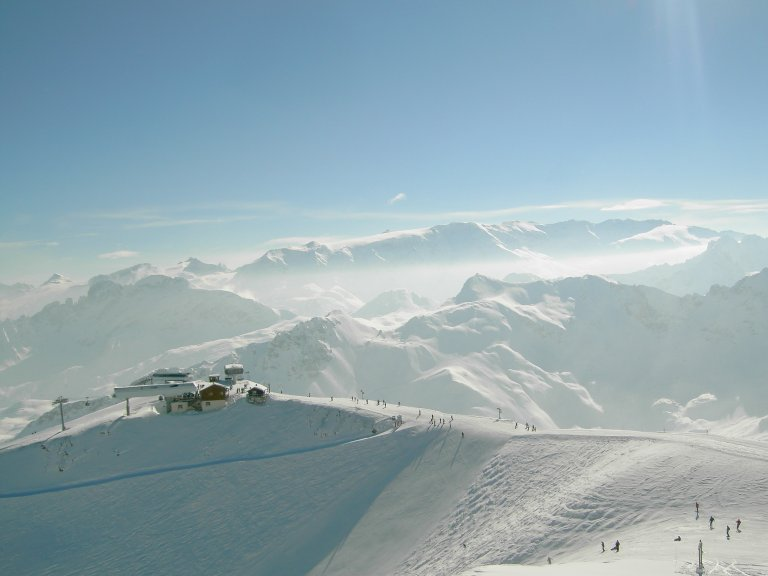
Saulire山（2700m）からの眺め

アルペンスキーヤーにとって、クールシュヴェル山腹の峡谷は最高難易度（黒ランク）の「black runs」として知られている。また、クールシュヴェルは、米国ユタ州のスキーリゾート地・パークシティと姉妹協定を結んでいる。これにちなみ、クールシュヴェルには、高難易度（赤ランク）の「パークシティ」というアルペンスキーコースがある。また、クールシュヴェルには、トロワ・ヴァレー全域のスキーインストラクターたちの大きな拠点がある。
クールシュヴェルは、フランスを代表する高級ウィンターリゾートとして知られている。2000年代半ばからは、ロシアの富裕層の姿も目立つようになった。
また、同じタランテーズ谷には、クールシュヴェルを含んだトロワ・ヴァレーのほかに、Paradiski や Espace Killy といった大規模なリゾートがある。このため、クールシュヴェル／トロワ・ヴァレーのリフトの週間チケットは、ほかの2地区で一日チケットとして利用するという選択もできる。かつてはこれら3地区を連結するという計画もあったが、ヴァノワーズ国立公園 (Vanoise National Park) が指定されたことにより開発は中止された。

## 歴史
第二次世界大戦中の1942年、ヴィシー政権下で都市計画家のローラン・チャッフィス (Laurent Chappis)  によって検討されたのが、この地にリゾートを設けようとする最初の計画である。戦争が終わると、Chappis はただちに計画を実現するために奔走した。わけてもクールシュベルの中心地区である「クールシュヴェル1850」は、既存の村落を軸に発展させたのではなく、まったく新たに建設されたフランスで最初のリゾートであり、重要な位置を占めている。
1992年のアルベールビルオリンピックに際して、Le Praz はスキージャンプの会場となった（現在でもスキージャンプ・サマーグランプリで使用されている）。また、La Tania はこのオリンピックに際して開発が行われた地区である。

## 交通

### 空港
- クールシュヴェル飛行場

地区にあるクールシュヴェル飛行場は、短く急傾斜持つ極端な形状の滑走路を持っていることで知られており、世界でも着陸が難しい空港の一つとされる。ヒストリーチャンネルにおいて、「世界で最も危険な空港」第7位に選ばれている。
個人用飛行機で訪れる客のために、大きなプライベートエリアを持っている。